# طوطی چشم‌سفید
طوطی چشم‌سفید (نام علمی: Psittacara leucophthalmus)، که در پرورش پرندگان به عنوان کانور چشم‌سفید شناخته می‌شود، گونه‌ای از پرندگان در زیرخانواده طوطیان نوگرمسیری از خانواده طوطیان راستین، طوطی آفریقایی و جهان جدید است. در همهٔ کشورهای آمریکای جنوبی به جز شیلی و همچنین در ترینیداد یافت می‌شود.

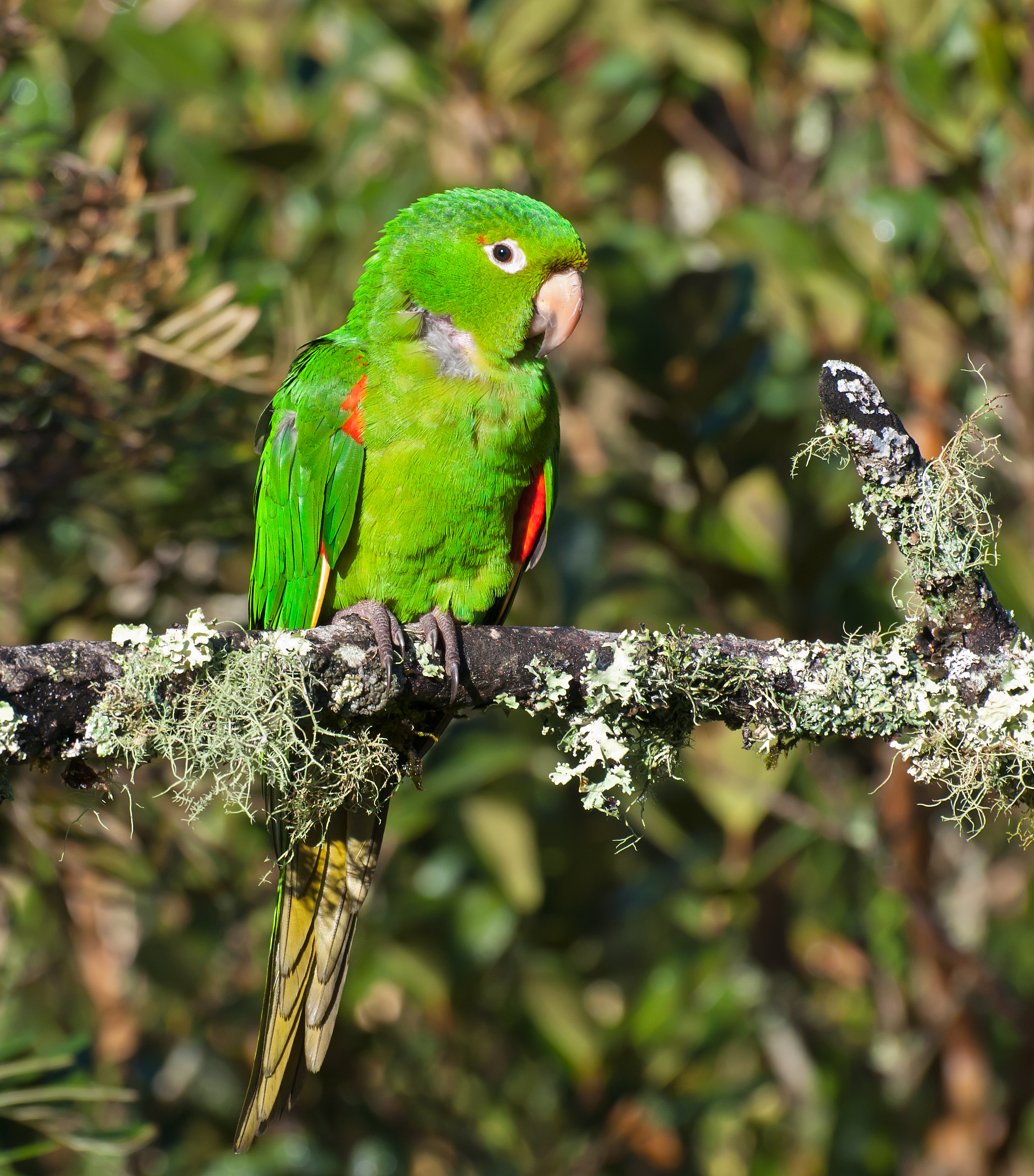
در برزیل